# Roepiah de las Indias Orientales Neerlandesas
Los roepiah de las Indias Orientales Neerlandesas fue la moneda emitida por los ocupantes japoneses en dicha excolonia holandesa durante el período comprendido entre los años 1944 y 1945. 
Se subdividía en 100 sen y sustituyó al Florín.
Finalmente en el año 1945 es reemplazada por la divisa de la República de Indonesia, la Rupia, que recientemente había declarado su independencia y pretendía anexar a su territorio a las Indias Orientales Neerlandesas, lo que finalmente terminó sucediendo en 1949.